# 聖若望大道

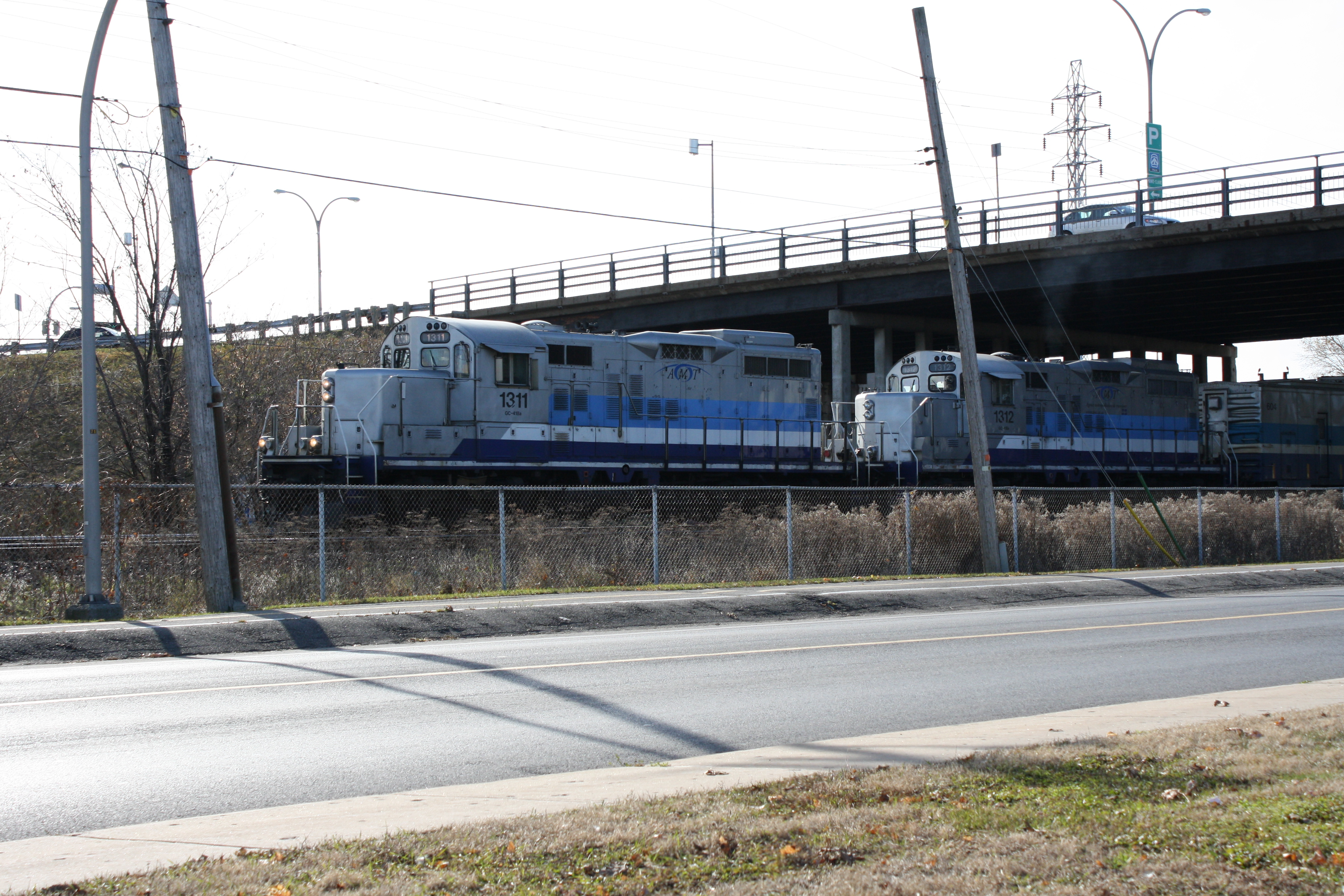
聖若望大道上跨路穿過加拿大國家鐵路及加拿大太平洋鐵路軌道

聖若望大道（法語：boulevard Saint-Jean）是加拿大魁北克省滿地可島西部的一條南北向主幹路。
該道路是從北向南橫貫全島的西島主要幹路之一。其南始於布彎卡利內夾湖邊道（chemin du Bord-du-Lac）處，在50號出口處與20號公路相交，延伸至Dollard-des-Ormeaux，在52號出口處與40號公路相交，北迄Boulevard de Pierrefonds及高因大道。